# Lazio
Lazio (latinsky Latium) je kraj ve střední Itálii, hlavní město je Řím. Sousedící s Toskánskem, Umbrií, Abruzzem, Molise, Kampánií, Vatikánem a Tyrrhenským mořem. Region má rozlohu 17 208 km² a žije zde 5,9 miliónu obyvatel. Skládá se z pěti provincií.

## Historie
Souvislejší osídlení vzniklo v kraji v 10. stol. př. n. l. Původními obyvateli byli Etruskové, Latinové a kmeny Volsků a Herniků. Římané celé Latium začlenili do své říše ve 4. stol. př. n. l. Od konce 4. stol. n. l. bylo území předmětem bojů a pustošivých vpádů ze strany Vandalů, Vizigótů, Langobardů, Ostrogótů a dalších. Roku 754 zde vzniká rozhodnutím franckého krále Pipina III. Církevní stát patřící papeži. Zejména na venkově si udrželi určitou moc vlastníci půdy. Ve 14. stol. papežská moc upadá, což způsobuje rozvoj svobodných měst a městských států. V první pol. 16. století dochází k upevnění moci církevního státu a rozšíření území mimo Lazio na Umbrii, Marche a některé části severní Itálie. Tento stav trvá až do vzniku Italského království v roce 1861.

## Geografie

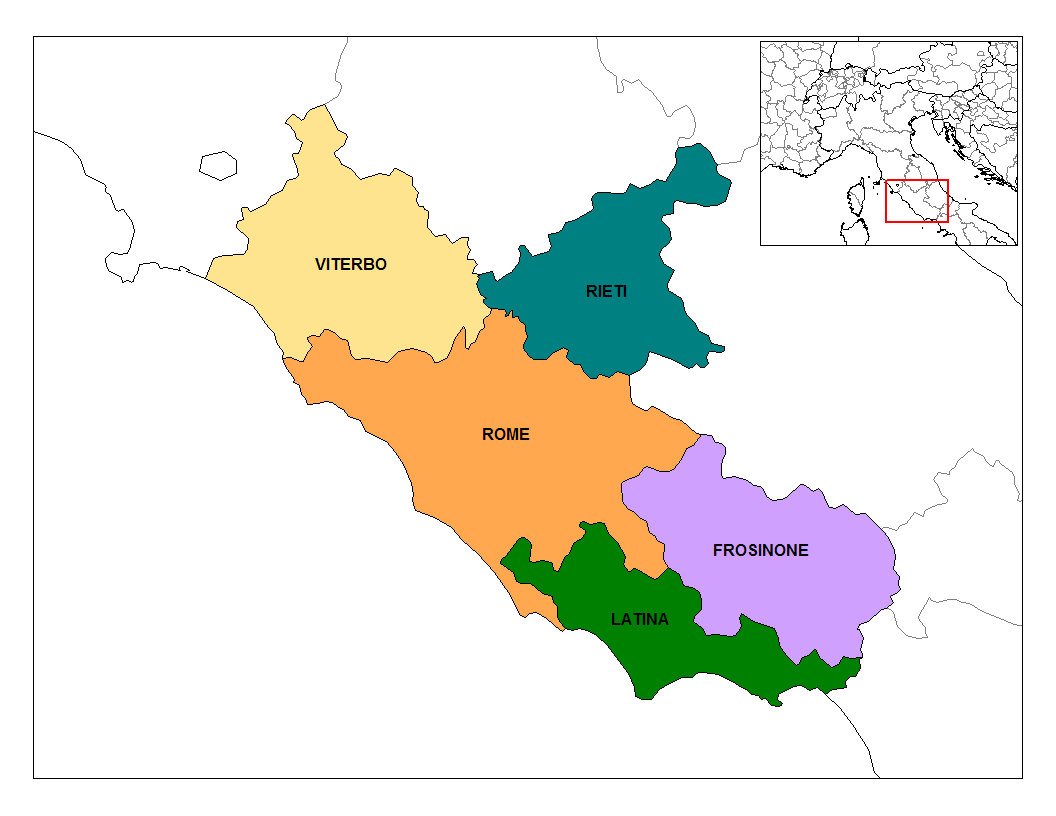
Provincie Lazia

Krajina Lazia má převážně kopcovitý charakter (54 % území). Přímořské území při Tyrhénském moři je rovinaté (20 % rozlohy), hornatá je zejména východní a jihovýchodní část kraje (26 % území). Na severovýchodě se rozkládá Monti Sabini (nejvyšší bod 1 292 m), jižně leží Monti Simbruini a Monti Ernici (nejvyšší bod Monte Passeggio, 2 064 m). Dále na jihu, na jihovýchodě kraje, pak Monti Lepini (nejvyšší bod 1 536 m). Horské masívy a pahorkatina jsou vulkanického původu. Původní sopečné krátery vyplňují na dalších místech jezera – Bolsenské jezero, Bracciano (jezero), Vico, Albano. Na řadě míst jsou horká minerální vřídla. Největší řeka je Tevere (Tibera), další menší řeky jsou např. Marta či Sacco.

## Politika
V čele regionu stojí guvernér (Presidente), jenž je volen v přímé volbě na pětileté funkční období. Guvernér je zároveň hlavou regionální vlády (Giunta), jež se v současnosti skládá z jedenácti ministrů (Assessori). Nyní je guvernérem Nicola Zingaretti za Demokratickou stranu.
Legislativním sborem je Regionální zastupitelstvo (Consiglio Regionale), které má 51 členů a je voleno poměrným systémem. Volby probíhají společně s volbou guvernéra jednou za pět let.

### Výsledky posledních voleb do regionálního zastupitelstva (březen 2018)
|                          |                          |                              |                           |           |       |         |
| Koalice                  | Koalice                  | Strana                       | Strana                    | Hlasy     | Hlasy | Mandáty |
| Koalice                  | Koalice                  | Strana                       | Strana                    | Abs.      | %     | Mandáty |
|                          | CSX                      |                              | Demokratická strana       | 539 131   | 21.3  | 19      |
|                          | CSX                      | Kandidátka Zingaretti        | 110 080                   | 4.3       | 3     |         |
|                          | CSX                      | Svobodní a rovní             | 88 416                    | 3.5       | 1     |         |
|                          | CSX                      | Více Evropy                  | 52 451                    | 2.1       | 1     |         |
|                          | CSX                      | Solidární střed              | 48 872                    | 1.9       | 1     |         |
|                          | CSX                      | Spolu                        | 28 443                    | 1.1       | 0     |         |
| Středolevice celkem      | Středolevice celkem      | 867 393                      | 34.2                      | 25        |       |         |
|                          | CDX                      |                              | Forza Italia              | 371 155   | 14.6  | 6       |
|                          | CDX                      | Liga severu                  | 252 772                   | 10.0      | 4     |         |
|                          | CDX                      | Bratři Itálie                | 220 460                   | 8.7       | 4     |         |
|                          | CDX                      | My s Itálií–Unie středu      | 41 234                    | 1.6       | 1     |         |
|                          | CDX                      | Energie pro Itálii           | 37 "43                    | 1.5       | 1     |         |
| Středopravice celkem     | Středopravice celkem     | 922 664                      | 36.4                      | 15        |       |         |
|                          | Hnutí pěti hvězd         | Hnutí pěti hvězd             | Hnutí pěti hvězd          | 559 752   | 22.1  | 10      |
|                          | Pirozzi                  |                              | Sergio Pirozzi guvernérem | 93 942    | 3.7   | 1       |
|                          | Pirozzi                  | Italská republikánská strana | 3 443                     | 0.1       | 0     |         |
| Pirozziho koalice celkem | Pirozziho koalice celkem | 97 385                       | 3.8                       | 1         |       |         |
|                          | Ostatní strany           | Ostatní strany               | Ostatní strany            | 89 944    | 3.5   | 0       |
| Celkem                   | Celkem                   | Celkem                       | Celkem                    | 2 537 138 | 100   | 51      |

## Administrativní členění
Region Lazio je členěn do pěti provincií. Hlavním městem regionu a celé Itálie je Řím (Roma).
- Provincie Frosinone
- Provincie Latina
- Provincie Rieti
- Provincie Roma
- Provincie Viterbo

## Turismus - hlavní centra regionu

Koloseum v Římě

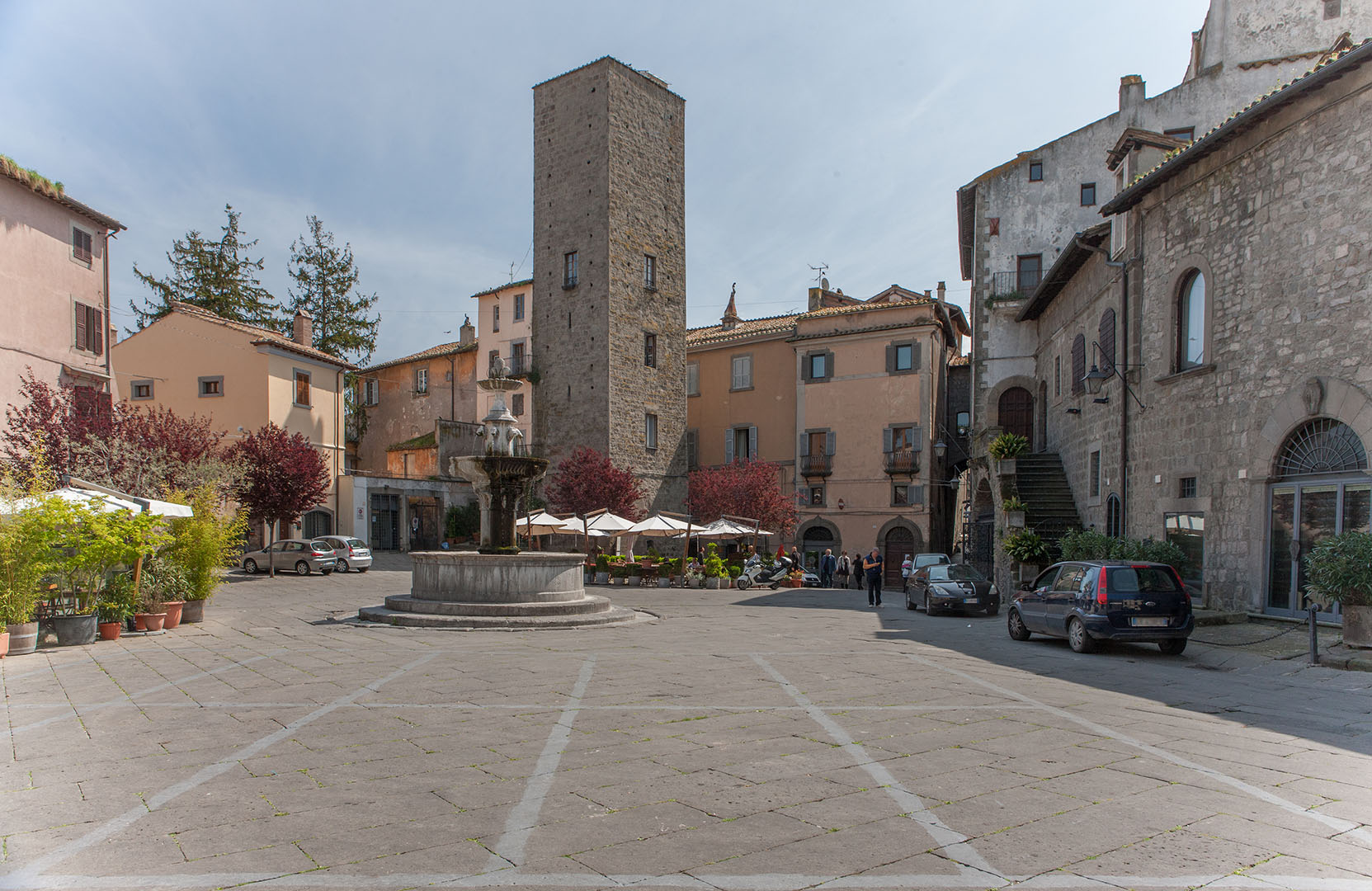
Viterbo

- Řím
- severní Lazio
  - Viterbo
  - Tuscania
  - Tarquinia
  - Cerveteri
  - Bolsenské jezero
- jižní Lazio
  - Palestrina
  - Anagni
  - Anzio
  - Sabaudia
  - Terracina
  - Gaeta